# Claude Gervaise
Claude Gervaise est un compositeur français du XVIe siècle, réputé pour ses livres de Danceries.

## Biographie
On ne sait rien de sa vie, sinon qu'il vécut à Paris vers 1550, et qu'il fut probablement joueur de viole, puisqu'il a laissé deux livres de pièces pour cet instrument, aujourd'hui perdus. 
Une quarantaine de ses chansons à trois et quatre voix ont été publiées chez Pierre Attaingnant entre 1545 et 1556.
Selon Brossard, il aurait publié en 1555 chez Attaingnant un Livre de Viole contenant une brève instruction pour cet instrument, livre qui n’a pas été conservé.
Après la mort d'Attaingnant à la fin de 1551 ou 1552, Gervaise aida sa veuve, Marie Lescallopier, à poursuivre son activité d'édition. On ignore ses activités après 1558, date de la dernière publication.

## Œuvres
- Quatre livres contenant 26 chansons musicales à trois parties (1550) ; l'une de ces pièces est le sonnet "Au temps heureux de ma jeune ignorance" de Mellin de Saint-Gelais
- plusieurs autres chansons dans des recueils collectifs
- plusieurs livres de Danceries (1550-1557) parmi lesquelles Le branle double A Paris, Il y a une vieille. Certaines ont inspiré la Suite française d'après Claude Gervaise de Francis Poulenc.